# بيترس كاميرون
بيترس كاميرون (بالإنجليزية: Beatrice Cameron)‏ هي ممثلة أمريكية، ولدت في 1868 في تروي في الولايات المتحدة، وتوفيت في 12 يوليو 1940 في نيو لندن في الولايات المتحدة.

## وصلات خارجية
- بيترس كاميرون على موقع IMDb (الإنجليزية)
- بيترس كاميرون على موقع قاعدة بيانات برودواي على الإنترنت (الإنجليزية)